# Maurice Moucheraud
Maurice Paul Moucheraud (ur. 28 lipca 1933 w Potangis, zm. 13 stycznia 2020 w Aix-les-Bains) – francuski kolarz szosowy, złoty medalista olimpijski.

## Kariera
Największy sukces w karierze Maurice Moucheraud osiągnął w 1956 roku, kiedy wspólnie z Arnaudem Geyre i Michelem Vermeulinem zdobył złoty medal w drużynowym wyścig ze startu wspólnego podczas igrzysk olimpijskich w Melbourne. Był to jedyny medal wywalczony przez Moucherauda na międzynarodowej imprezie tej rangi. Na tych samych igrzyskach został sklasyfikowany na ósmej pozycji w rywalizacji indywidualnej. Poza igrzyskami zdobył między innymi srebrny medal szosowych mistrzostw Francji w indywidualnym wyścigu ze startu wspólnego w 1955 roku. Dwa lata później zajął drugie miejsce w klasyfikacji generalnej Tour de Picardie. W latach 1957–1961 rywalizował wśród profesjonalistów. Nigdy nie zdobył medalu na szosowych mistrzostwach świata.
Jego syn Paul Moucheraud również jest kolarzem.